# Агаева-Эдлер, Фидан
Фидан Агаева-Эдлер (род. 14 марта 1987, Баку) — азербайджанская пианистка.

## Образование
В возрасте семи лет Фидан Агаева-Эдлер впервые выступила на концерте, в 11 лет она впервые сыграла с Азербайджанским Государственным Симфоническим оркестром. С 2006 по 2009 год училась у Октая Абаскулиева в Музыкальной академии Баку.
В 2011 году она окончила магистратуру у Эйнара Реттингена в Григакадемия имени в Берген. (Норвегия). С 2013 по 2016 год училась в аспирантуре у Йохена Кёлера в университете Галле, который окончила с отличием.

## Проекты
Она выступала в проектах современной музыки в Норвегии: «Brevet til Louise» Кеннета Сивертсена (с оркестром музыкальной академии), а также в составе квартета Харальда Северуда. (в том числе с Рикардо Одриозолой). На фестивале Borealis 2010 она исполняла «Шесть фортепиано» Стива Райха с Post & Mulder. В 2011 году она выступила с сольным концертом на фестивале «Собираем друзей» в Рахманиновском зале Московской государственной консерватории, исполнив в том числе «Макрокосмос II» Джорджа Крама.
С 2011 по 2012 год была Концертмейстером в Государственном хоре «Капелла» в Баку. В 2013 году она исполнила с Государственным камерным оркестром Азербайджана концерт А.Шнитке для фортепиано со струнным оркестром. В 2014 году она сыграла одну из партий в произведении Симеона тен Хольта «Canto ostinato» на фестивале «Impuls». Концерт транслировался в прямом эфире по радио на канале MDR Kultur.
Гость международных фестивалей. В её концертном репертуаре обширная программа из различных эпох, однако преобладает музыка 20-го и 21-го веков. Победитель конкурса Permanent International Competition On Piano Creativity в 2018 году. В марте 2019 года на лейбле «Kreuzberg Records» вышел её первый сольный диск «Verbotene Klänge: Sechs Suiten», в котором содержатся шесть сюит композиторов, подвергшихся гонениям во время нацистского режима в Европе. Выпуск диска поддержан фондом Урсулы Мамлок. Диск был благосклонно принят критикой.
Фидан Агаева-Эдлер активно поддерживает музыку женщин-композиторов. В апреле 2019 состоялся её сольный концерт с новейшей музыкой женщин-композиторов из Берлина в рамках серии «Unerhörte Musik» в Berliner Kabarett Anstalt. В 2020 году выпустила альбом, в который вошло несколько песен, имеющих отношение к конфликту в Карабахе, и несколько общеизвестных песен. Живёт в Берлине.

## Диски
- Запретные звуки: Шесть сюит (2019). Произведения А. Шёнберга, Э. Кренека, Б. А. Циммерманна, У. Мамлок, В. Шлёнски, Э. Шульхоффа.
- Фортепианные произведения (2016). Коллаборационный диск. Произведения В. Штенделя и Э. Кренека